# My Classics 2
『my Classics 2』（マイ・クラシックス2）は、平原綾香の8枚目のアルバム。2010年6月9日にリリースされた。

## 概要
- 前作から約9か月での発売となるアルバム。
- 前作は「月と太陽」をテーマにしたが、本作は「太陽に向かって行く、光を感じる曲を歌いたい」というテーマになった[2]。
- 2010年度芸術選奨新人賞大衆芸能部門受賞作となった。

## 収録曲
- 全曲作詞：平原綾香 (特記以外)、全曲編曲：坂本昌之 (特記以外)

1. セレナーデ（アカペラ）
作曲：ピョートル・チャイコフスキー
原曲：弦楽セレナーデ
2. Sleepers, Wake!
作曲：ヨハン・ゼバスティアン・バッハ
原曲：カンタータ140番『目覚めよと、呼ぶ声あり』第4曲「コラール」
3. 威風堂々
作曲：エドワード・エルガー
原曲：威風堂々第1番
23rdシングル
テレビ朝日系ドラマ『臨場』主題歌
4. my love
作曲：ゲオルク・フリードリヒ・ヘンデル
原曲：私を泣かせてください
5. JOYFUL, JOYFUL
作詞：Vincent Brown、Anthony Criss、Kier Gist、Berry Gordy、Alphonso Mizell、Terry Lewis、Frederick James Perren、Deke Richards、James Harris / 作曲：ルートヴィヒ・ヴァン・ベートーヴェン
原曲：交響曲第9番第4楽章「合唱」
23rdシングル
6. adagio
作曲：セルゲイ・ラフマニノフ、宮川彬良 / 編曲：宮川彬良
原曲：セルゲイ・ラフマニノフ「交響曲第2番第3楽章」
7. ソルヴェイグの歌
作曲：エドヴァルド・グリーグ
原曲：『ペール・ギュント』第4組曲「ソルヴェイグの歌」
映画『半次郎』主題歌
後に24thシングル『Greensleeves』にリカット収録がなされた。
8. アランフェス協奏曲～Spain
作曲：ホアキン・ロドリーゴ、チック・コリア / 編曲：岡田治郎
原曲：ホアキン・ロドリーゴ『アランフエス協奏曲』第2楽章「アダージョ」、チック・コリア「スペイン」[3]
9. CARMEN ～Jet'aime!～
作曲：ジョルジュ・ビゼー
原曲：ハバネラ
10. mama's lullaby
作曲：ヨハネス・ブラームス
原曲：子守唄
11. Ave Maria! 〜シューベルト〜
作曲：フランツ・シューベルト / 編曲：eji
原曲：アヴェ･マリア
21stシングル
12. ケロパック
作曲：ピョートル・チャイコフスキー
原曲：『くるみ割り人形』より「トレパック」
22ndシングル
角川映画『超劇場版ケロロ軍曹 誕生!究極ケロロ 奇跡の時空島であります!!』主題歌
13. Sailing my life [4]
作詞：平原綾香、藤澤ノリマサ / 作曲：ルートヴィヒ・ヴァン・ベートーヴェン
原曲：ピアノソナタ第8番「悲愴」第2楽章
コラボレーション・シングル
ギャガ配給映画『オーシャンズ』テーマ・ソング
14. Love Never Dies [5]
作詞：Glenn Evan Slater・翻訳/訳詞:竜真知子/ 作曲：アンドリュー・ロイド・ウェバー